# Boletín de Orientación Bibliográfica
El Boletín de Orientación Bibliográfica fue una publicación mensual de circulación limitada, que corría a cargo del Ministerio de Información y Turismo de España y que emitiría números entre 1963 y 1976, durante la dictadura franquista. Su objetivo era reseñar bibliográficamente obras «con especial interés para la patria», que se publicaran tanto dentro del país como en el extranjero, prestando especial atención a los trabajos de la editorial francesa Ruedo Ibérico, a los que reseñó con frecuencia de forma negativa; entre ellas obras de hispanistas anglosajones, autores a los que las reseñas de la publicación consideraban incapaces de comprender la complejidad española.